# إلينا راميريز بارا
إلينا راميريز بارا (بالإسبانية: Elena Ramírez Parra)‏ هي أحيائية إسبانية، ولدت في 1972.